# Afro-colombianos

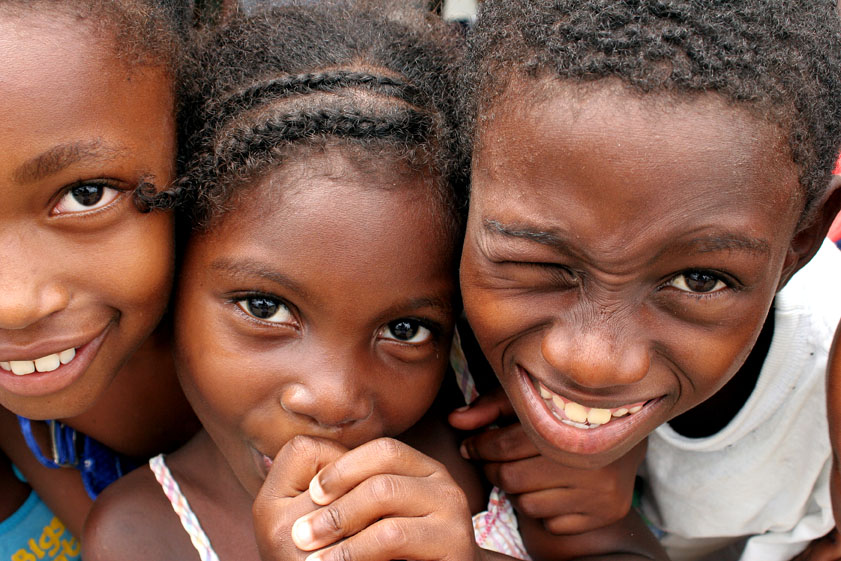
crianças afro-colombianas

Afro-colombianos refere-se a colombianos de ancestralidade africana, bem como o grande impacto que tiveram sobre cultura colombiana.

## História

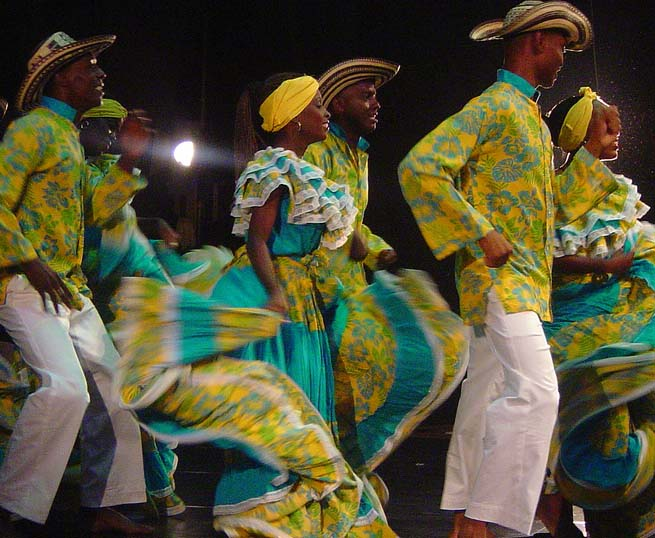
"Festa em Palenque" dança colombiana africana tradicional de San Basilio de Palenque um antigo enclave de escravos fugidos e agora consideradas pela UNESCO um Obras Primas do Patrimônio Oral e Imaterial da Humanidade.

A presença do negro escravizado africano na Colômbia, remonta ao período colonial. Os negros africanos começaram a ser importados como escravos pelos espanhóis, na primeira década do século XVI.
Nos anos 1520, africanos estavam sendo importados para substituir na Colômbia de forma constante o rápido declínio da população nativa americana. Os negros escravizados eram obrigados a trabalhar em ouro, em plantações de cana-de-açúcar, fazendas de gado, e grandes fazendas.
Os escravizados africanos foram essenciais em todas as regiões da Colômbia, mesmo até nos tempos modernos. Escravizados negros foram os pioneiros na extração de ouro nos depósitos aluviais e à cultura da cana-de-açúcar nas áreas que correspondem nos dias atuais departamentos da Chocó, Antioquia, Cauca, Valle del Cauca e Nariño no oeste da Colômbia.
No leste da Colômbia, perto das cidades de Vélez, Cúcuta, Socorro, e Tunja, Os escravizados manufaturavam tecidos em moinhos comerciais. Minas de esmeralda, fora de Bogotá, foram totalmente dependentes de Trabalhadores africanos. Além disso, outros setores da economia colombiana como o tabaco, algodão, artesanato e o trabalho doméstico teria sido impossível sem os trabalhadores Negros. Escravidão na Colômbia foi tão injusta e cruel como em outros lugares nas Américas. Na pré-abolição da sociedade colombiana, muitos afro-colombianos escravos lutaram pela sua liberdade, logo que chegaram na Colômbia. É claro que existiam negros africanos fortes e livres nas cidades chamadas palenques, onde negros podiam viver como cimarrones, ou seja, quem escaparam de seus opressores.
Alguns historiadores consideram que Chocó foi um grande Palenque, com uma grande população de cimarrones, especialmente nas zonas do rio Baudó. Muitos líderes populares Cimarron como Benkos Biojo e Barule lutaram pela liberdade. Os negros desempenharam papéis fundamentais na luta da independência contra a Espanha. Os historiadores dão nota que três em cada cinco soldados do exército de Simón Bolívar eram africanos. Não só isso, afro-colombianos também participaram em todos os níveis da vida política e militar.

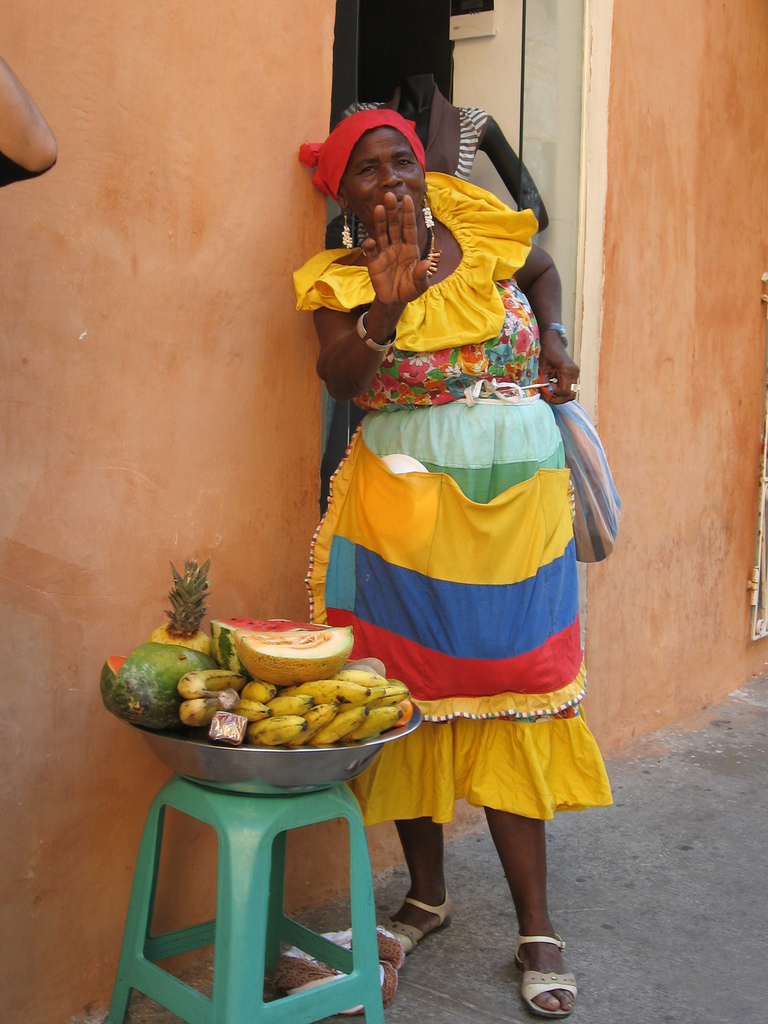
Afro-colombiana vendedora de frutas em Cartagena das Índias, Colombia.

A escravatura, não foi abolida até 1851, e mesmo após a emancipação, a vida dos africanos colombianos foi muito difícil. Foram forçados a viver na selva como um mecanismo de auto-protecção. Lá, eles aprenderam a ter uma relação harmoniosa com o meio ambiente e a selva, de compartilhar o território da Colômbia com as comunidades indígenas.
A partir de 1851, o estado colombiano promoveu a ideologia de cruzamento, ou a miscigenação. Este embranquecimento da população negra africana foi uma tentativa por parte do governo colombiano para minimizar ou, se possível, eliminar totalmente qualquer vestígio de negro africano ou ascendência indígena entre os espanhóis. Portanto, a fim de manter suas tradições culturais, muitos negros e povos indígenas isolados penetraram profundamente na selva. Afro-colombianos e indígenas foram, e continuam sendo, os objetivos dos atores armados que querem deslocá-los para tomar as suas terras de plantações de cana de açúcar, de café e plantações de banana, para mineração e exploração de madeira, e assim por diante.
Em 1945 o departamento de El Chocó foi criado; Este foi a primeira divisão político-administrativa predominantemente negra. El Chocó deu ao povo negro a possibilidade de construir uma identidade territorial negra e algum poder de tomada de decisão autônomo. Gente muito poderosa no governo nacional, porém, estavam determinados a ver a destruição da nova unidade político-administrativa. Portanto, El Chocó não foi dada grande atenção por parte do governo nacional, e em vez foi caracterizado por um constante padrão de deslocamento e de exploração dos recursos naturais, que continua até hoje.

## Demografia

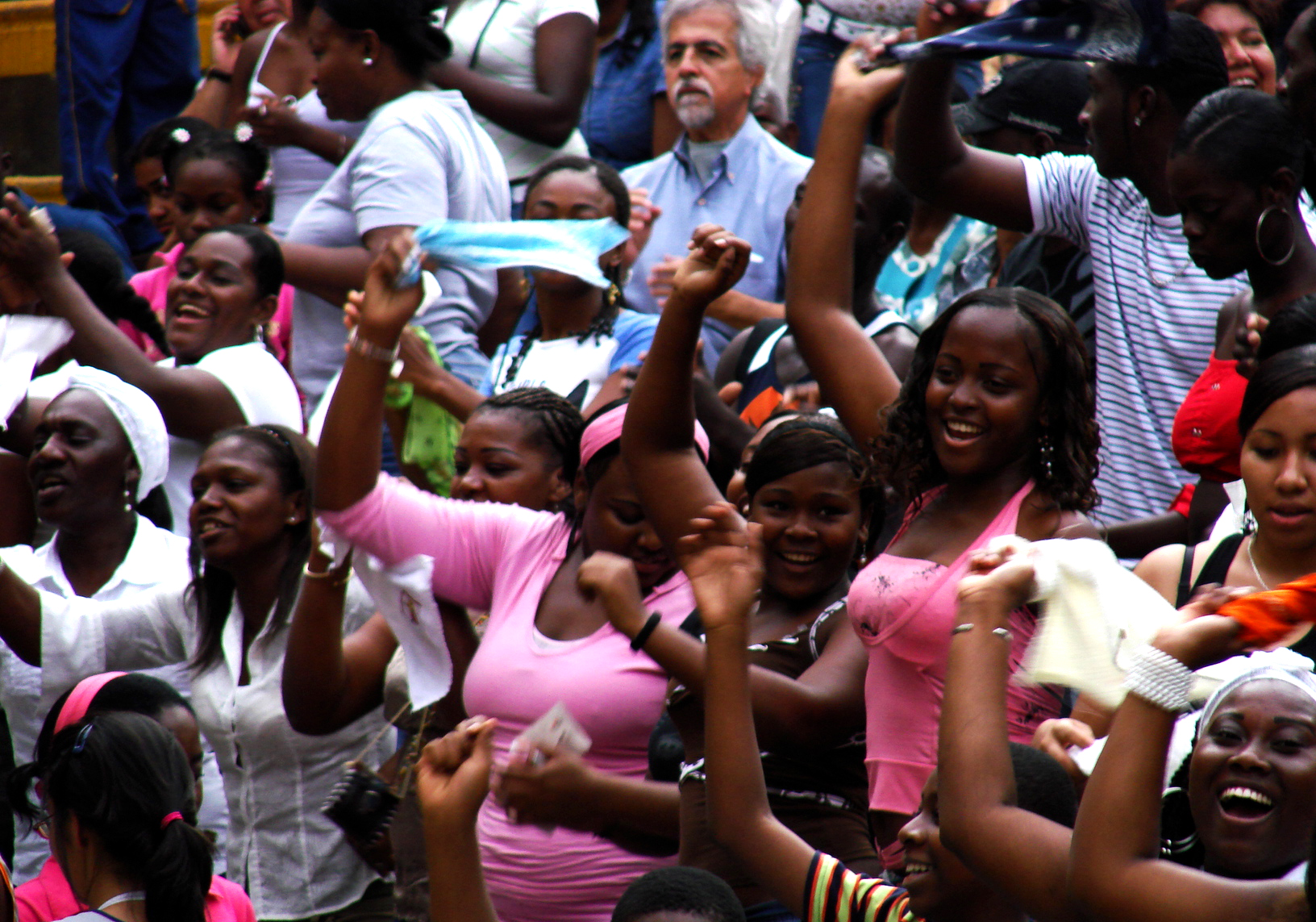
Afro-colombianos

Na década de 1970, houve um grande afluxo de afro-colombianos em áreas urbanas em busca de maiores oportunidades econômicas e sociais para os seus filhos. Isto levou a um aumento do número de pobres urbanos nas áreas marginais das grandes cidades, como Cali, Medellín e Bogotá. A maioria dos afro-colombianos, incluindo mulatos e zambos, são encontrados nas costas do Pacífico e do Caribe, trazidos como escravos durante a colonização espanhola da Colômbia. Os afro-colombianos da região andina, Orinoquia e outros representam uma minoria visível na demografia, embora ao longo dos anos os afro-colombianos estejam emigrando para as principais cidades e vilas do centro-leste em busca de uma melhor qualidade de vida, já que as áreas Os mais pobres do país costumam ser habitados por esse grupo na zona costeira da Colômbia. A Constituição colombiana 1991 deu-lhes o direito à propriedade coletiva das terras tradicionais costeiras do Pacífico e proteções especiais do desenvolvimento cultural. Críticos argumentaram que este importante instrumento legal não tem sido suficiente para resolver completamente as suas necessidades sociais e de desenvolvimento.

População de afro-colombianos na Colômbia, está essencialmente concentrada em zonas costeiras.

Disponíveis estimativas variam de 4,6 milhões o 9,34% de Afro-colombianos de acordo com o censo nacional de 2018.

## Raizals
O grupo étnico Raizal é um grupo caraíba africano, falando o crioulo San Andrés-Providencia.